# Bundesliga austriacka w piłce nożnej (1998/1999)
Bundesliga  1998/1999 (znana jako max.Bundesliga ze względów sponsorskich) była 88 edycją najwyższej klasy rozgrywkowej piłki nożnej na Austrii. 
Brało w niej udział 10 drużyn, które w okresie od 28 lipca 1998 do 29 maja 1999 rozegrały 36 kolejek meczów.
Na początku sezonu przyznanie licencji beniaminkowi Vorwärts Steyr zostało podważone przez SV Spittal an der Drau i Rheindorf Altach co okazało się uzasadnione. Przez całą przerwę letnią aż do jesieni 1998 toczył się spór na temat awansów i spadków. Ostatecznie Vorwärts Steyr pozostał w Bundeslidze, otrzymując 3 punkty ujemne od Stałego Neutralnego Sądu Arbitrażowego z powodu naruszenia przepisów licencyjnych Bundesligi w połączeniu z dodatkowymi warunkami.
Sturm Graz zdobył drugi tytuł z rzędu i 2. w swojej historii.

## Drużyny
| Uczestnicy poprzedniej edycji                                                                                 | Uczestnicy poprzedniej edycji | Uczestnicy poprzedniej edycji | Uczestnicy poprzedniej edycji |
| --- | ----------------------------- | ----------------------------- | ----------------------------- |
| STR | Sturm Graz                    | 1                             |                               |
| RPD | Rapid Wiedeń                  | 2                             |                               |
| GAK | Grazer AK                     | 3                             |                               |
| SAL | Austria Salzburg              | 4                             |                               |
| LIN | LASK Linz                     | 5                             |                               |
| TIN | Tirol Innsbruck               | 6                             |                               |
| AWI | Austria Wiedeń                | 7                             |                               |
| RIE | SV Ried                       | 8                             |                               |
| ALU | Austria Lustenau              | 9                             |                               |
| Awans z 2. Division                                                                                           |                               |                               |                               |
| VOR | Vorwärts Steyr                | 1                             |                               |
| Oznaczenia: - kolumna pierwsza – skróty nazw drużyn, - kolumna trzecia – miejsce zajęte w poprzednim sezonie. |                               |                               |                               |

## Tabela
| Lp. | Drużyna            | M  | Z  | R  | P  | B+ | B- | +/– | Pkt | Kwalifikacja lub spadek                       |
| --- | ------------------ | -- | -- | -- | -- | -- | -- | --- | --- | --------------------------------------------- |
| 1   | Sturm Graz (M, P)  | 36 | 23 | 4  | 9  | 72 | 32 | +40 | 73  | Liga Mistrzów UEFA • III runda kwalifikacyjna |
| 2   | Rapid Wiedeń       | 36 | 19 | 13 | 4  | 50 | 25 | +25 | 70  | Liga Mistrzów UEFA • II runda kwalifikacyjna  |
| 3   | Grazer AK          | 36 | 20 | 5  | 11 | 46 | 29 | +17 | 65  | Puchar UEFA • runda kwalifikacyjna            |
| 4   | Austria Salzburg   | 36 | 15 | 12 | 9  | 55 | 40 | +15 | 57  |                                               |
| 5   | LASK Linz          | 36 | 17 | 6  | 13 | 53 | 44 | +9  | 57  | Puchar UEFA • I runda                         |
| 6   | Tirol Innsbruck    | 36 | 15 | 10 | 11 | 49 | 41 | +8  | 55  |                                               |
| 7   | Austria Wiedeń     | 36 | 13 | 11 | 12 | 41 | 44 | −3  | 50  | Puchar Intertoto UEFA (1999)                  |
| 8   | SV Ried            | 36 | 8  | 8  | 20 | 25 | 47 | −22 | 32  |                                               |
| 9   | Austria Lustenau   | 36 | 4  | 11 | 21 | 24 | 61 | −37 | 23  | Puchar Intertoto UEFA (1999)                  |
| 10  | Vorwärts Steyr (S) | 36 | 3  | 6  | 27 | 29 | 81 | −52 | 12  | spadek do 1. Division                         |

1. ↑  LASK Linz zakwalifikował się do Puchar UEFA jako finalista Pucharu Austrii.
2. ↑  Vorwärts Steyr odjęte zostały 3 punkty przed rozpoczęciem sezonu za przewinienia licencyjne w sezonie 1997/98[1].

## Wyniki
| Gospodarz \ Gość | ALU | SAL | AWI | GAK | LIN | RWI | RIE | STU | TIR | VOR | ALU | SAL | AWI | GAK | LIN | RWI | RIE | STU | TIR | VOR |
| ---------------- | --- | --- | --- | --- | --- | --- | --- | --- | --- | --- | --- | --- | --- | --- | --- | --- | --- | --- | --- | --- |
| Austria Lustenau |     | 1–1 | 1–1 | 0–3 | 0–4 | 2–0 | 0–2 | 1–2 | 2–2 | 1–1 |     | 0–0 | 0–0 | 2–1 | 0–1 | 2–0 | 0–0 | 1–2 | 0–3 | 1–1 |
| Austria Salzburg | 1–2 |     | 2–0 | 1–0 | 1–3 | 1–1 | 3–2 | 1–1 | 1–1 | 5–2 | 1–0 |     | 3–0 | 3–0 | 2–0 | 0–0 | 0–0 | 3–1 | 2–2 | 1–0 |
| Austria Wiedeń   | 1–1 | 3–2 |     | 0–0 | 2–0 | 0–1 | 1–0 | 0–3 | 1–1 | 4–1 | 2–1 | 3–1 |     | 0–3 | 2–0 | 1–1 | 3–0 | 1–0 | 1–1 | 4–1 |
| Grazer AK        | 4–0 | 3–1 | 0–0 |     | 0–2 | 1–1 | 1–0 | 0–5 | 2–0 | 2–0 | 2–0 | 1–4 | 3–0 |     | 2–1 | 0–1 | 1–0 | 1–2 | 0–1 | 1–0 |
| LASK Linz        | 3–0 | 3–1 | 1–3 | 0–1 |     | 0–0 | 3–1 | 0–0 | 3–2 | 2–1 | 2–0 | 3–2 | 0–0 | 0–0 |     | 1–3 | 6–1 | 1–2 | 0–1 | 2–0 |
| Rapid Wiedeń     | 1–0 | 1–0 | 3–1 | 0–2 | 5–0 |     | 1–1 | 2–0 | 1–0 | 5–1 | 2–1 | 1–1 | 0–0 | 1–0 | 2–0 |     | 1–0 | 2–0 | 1–1 | 2–1 |
| SV Ried          | 3–1 | 0–0 | 2–1 | 0–1 | 0–0 | 0–1 |     | 0–1 | 0–1 | 0–0 | 1–0 | 1–1 | 2–1 | 0–2 | 1–2 | 0–0 |     | 0–3 | 2–0 | 1–0 |
| Sturm Graz       | 3–0 | 2–0 | 2–0 | 2–3 | 0–1 | 2–1 | 4–0 |     | 2–0 | 5–2 | 5–2 | 1–2 | 0–0 | 0–1 | 2–0 | 1–1 | 4–2 |     | 3–0 | 5–0 |
| Tirol Innsbruck  | 3–1 | 1–1 | 3–0 | 1–1 | 1–4 | 1–3 | 1–0 | 0–1 |     | 3–2 | 0–0 | 0–3 | 4–1 | 1–0 | 4–0 | 0–0 | 1–0 | 3–1 |     | 4–0 |
| Vorwärts Steyr   | 1–1 | 0–1 | 0–1 | 0–1 | 1–4 | 1–2 | 0–3 | 0–1 | 2–1 |     | 2–0 | 1–3 | 1–3 | 0–3 | 1–1 | 3–3 | 2–0 | 1–4 | 0–1 |     |

## Najlepsi strzelcy
| Bramki | Strzelcy          | Drużyna          |
| ------ | ----------------- | ---------------- |
| 22     | Eduard Glieder    | Austria Salzburg |
| 17     | Mario Haas        | Sturm Graz       |
| 16     | Christian Mayrleb | Austria Wiedeń   |
| 14     | Ivica Vastić      | Sturm Graz       |
| 11     | Hannes Reinmayr   | Sturm Graz       |
| 10     | René Wagner       | Rapid Wiedeń     |
| 10     | Geir Frigård      | LASK Linz        |
| 8      | Radosław Gilewicz | Tirol Innsbruck  |
| 8      | Michael Wagner    | Austria Wiedeń   |
| 7      | Gerald Strafner   | SV Ried          |
| 7      | Samuel Koejoe     | Austria Salzburg |
| 7      | Marcus Pürk       | Rapid Wiedeń     |

Źródło: .

## Stadiony
| Austria Lustenau |
| ---------------- |
| Reichshofstadion |
| 8 800            |
|                  |

| Austria Salzburg |
| ---------------- |
| Lehener Stadion  |
| 14 457           |
|                  |

| Austria Wiedeń     |
| ------------------ |
| Franz Horr Stadion |
| 17 500             |
|                    |

| Grazer AK Sturm Graz          |
| ----------------------------- |
| Arnold Schwarzenegger Stadion |
| 16 364                        |
|                               |

| LASK Linz    |
| ------------ |
| Gugl Stadion |
| 18 000       |
|              |

| Rapid Wiedeń            |
| ----------------------- |
| Gerhard Hanappi Stadion |
| 18 442                  |
|                         |

| SV Ried        |
| -------------- |
| Rieder Stadion |
| 8 000          |
|                |

| Tirol Innsbruck |
| --------------- |
| Tirol Stadion   |
| 15 922          |
|                 |

| Vorwärts Steyr   |
| ---------------- |
| Vorwärts-Stadion |
| 6 000            |
|                  |

Źródło: .